# Phyllodon lingulatus
Phyllodon lingulatus là một loài Rêu trong họ Hypnaceae. Loài này được (Cardot) W.R. Buck miêu tả khoa học đầu tiên năm 1987.